# Nature Photonics
Nature Photonics è una rivista scientifica mensile sottoposta a revisione paritaria, che si occupa delle ricerche relative all'optoelettronica, alla scienza del laser, all'imaging, alle comunicazioni e ad altri aspetti della fotonica.
Il primo numero uscì in stampa  nel gennaio 2007. La rivista è pubblicata dalla Nature Publishing Group e il caporedattore è Oliver Graydon.
Nature Photonics pubblica articoli di revisione, documenti di ricerca, notizie e opinioni, nonché i punti salienti della ricerca che riassumono le ultime scoperte scientifiche nel campo dell'optoelettronica. A ciò si aggiunge una serie di articoli dedicati all'aspetto commerciale del settore, che coprono aree quali la commercializzazione della tecnologia e l'analisi di mercato. 
Gli articoli pubblicati su questa rivista sono noti a livello internazionale per gli elevati standard di ricerca. La rivista è considerata una delle migliori nel campo della fotonica.
Nature Photonics è indicizzata nel NASA Astrophysics Data System e nel Science Citation Index.
Il fattore di impatto per il 2016 era 37.852, mentre quello quinquennale era 38.910.
Ciò poneva la rivista al primo posto tra 92 riviste scientifiche nella categoria "Ottica" e al secondo posto tra 147 riviste nella categoria "Fisica applicata".